# Nikos Vetoulas
Nikolaos „Nikos“ Vetoulas (griechisch Νικόλαος «Νίκος» Βετούλας, * 6. Februar 1974 in Patras, Griechenland) ist ein griechischer Basketballtrainer und ehemaliger -spieler.

## Karriere als Spieler
Beim Sportverein Panachaiki spielte Vetoulas in seiner Jugend auf der Position des Fußballtorhüters, bevor er folgend Vereinsintern zu den Akademien der Basketballsektion gewechselt war. Seine professionelle Karriere hatte er mit dem Wechsel zu Apollon Patras begonnen, als er bei diesem einen Fünf-Jahres-Kontrakt unterschrieben hatte. Mit Apollon spielte Vetoulas auch auf internationalem Parkett und erreichte mit dem Klub in der Saison 1996/97 den Einzug ins Achtelfinale des damaligen Eurocup Wettbewerbs sowie ebenfalls das Achtelfinale des Korać-Cups zur Saison 1998/99. Seinen bis dahin größten sportlichen Erfolg hatte er ebenfalls 1997 erleben dürfen, als er mit Patras den Einzug ins Finale des griechischen Pokalwettbewerbes erreicht hatte, bei dem der peloponnesische Verein nur knapp mit 78:80 Punkten Ligakonkurrenten Olympiakos unterlagen war.
Nach Beendigung seines Vertrages in Patras wechselte der Guard zur Saison 1999/2000 zum Ligakonkurrenten PAOK Saloniki, mit dem er das Finale um die griechische Meisterschaft erreichen konnte, bei dem der makedonische Vertreter Serienmeister Panathinaikos mit 0:3 Sätzen unterlegen war. Zwischen 2000 und 2003 spielte Vetoulas für Near East und Ionikos Nea Philadelphia, bevor er sich zur Saison 2003/04 das Trikot von Aris Saloniki überstreifte, um mit diesem seinen ersten professionellen Titel seiner Karriere feiern zu können. An der Seite von Spielern wie Alexandros Kiritsis, Nestoras Kommatos und Smush Parker hatte der nordgriechische Verein in Lamia Olympiakos mit 73:70 Punkten bezwingen können.
Nach diesem Erfolg hatte Vetoulas seine Karriere im Ausland fortgesetzt und einen Zweijahresvertrag in der Serie A bei Snaidero Cucine Udine unterschrieben. Zur Saison 2006/07 war er nach Griechenland zurückgekehrt und hatte sich in die Dienste von AEK Athen gestellt, bevor er diesen im Januar 2007 verlassen hatte, um den Rest der Saison bei CB Murcia in Spanien verbringen zu können. Danach kehrte er zurück nach Italien und verbrachte eine weitere Saison in Udine, bevor er seine aktive Karriere für beendet erklärt hatte.

## Karriere als Trainer
Erste Erfahrungen als Trainer sammelte Vetoulas als Assistenzleiter in der Saison 2008/09 bei Aris Saloniki. In der Saison 2009/10 übernahm er zur zweiten Saisonhälfte das Traineramt beim damaligen Drittligisten  Apollon Patras mit dem ihm der Aufstieg in die zweite Liga, der A2 Ethniki, gelang. Zur Saison 2012/13 hatte Vetoulas dann den Apollon zurück ins Oberhaus geführt. Diesen zwei Mal in Folge bis in die Playoffs um die griechische Meisterschaft und in der Saison 2014/15 bis in Pokalfinale geleitet. Nach vereinsinternen Unstimmigkeiten jedoch, ließ Vetoulas einige Tage später, zur noch laufenden regulären Saison, bekannt geben, den Verein nach Ablauf der Saison zu verlassen.